# Castilleja lineata
Castilleja lineata är en snyltrotsväxtart som beskrevs av Edward Lee Greene. Castilleja lineata ingår i släktet målarborstar, och familjen snyltrotsväxter. Inga underarter finns listade i Catalogue of Life.